# Championnats de France d'athlétisme 1962
Navigation
Championnats 1961 Championnats 1963
Les Championnats de France d'athlétisme 1962 ont eu lieu du 27 au 29 juillet 1962 au Stade Yves-du-Manoir de Colombes. Le 10 000 mètres et les épreuves combinées se déroulent les 4 et 5 août 1962 au Stade Charléty de Paris. 

## Palmarès
| Discipline        | Hommes              | Hommes          | Femmes            | Femmes       |
| ----------------- | ------------------- | --------------- | ----------------- | ------------ |
| 100 m             | Jocelyn Delecour    | 10 s 3          | Michèle Davaze    | 11 s 9       |
| 200 m             | Jocelyn Delecour    | 20 s 8          | Michèle Davaze    | 24 s 6       |
| 400 m             | Germain Nelzy       | 47 s 1          | Evelyne Lebret    | 58 s 5       |
| 800 m             | Michel Jazy         | 1 min 48 s 2    | Nicole Goullieux  | 2 min 15 s 8 |
| 1 500 m           | Jean Clausse        | 3 min 48 s 9    | -                 | -            |
| 5 000 m           | Michel Bernard      | 13 min 54 s 6   | -                 | -            |
| 20 km marche      | Henri Delerue       | 1 h 34 min 51 s | -                 | -            |
| 80 m haies        | -                   | -               | Denise Guénard    | 11 s 0       |
| 110 m haies       | Michel Chardel      | 14 s 1          | -                 | -            |
| 400 m haies       | Eddy Van Praagh     | 52 s 4          | -                 | -            |
| 3 000 m steeple   | Guy Texereau        | 8 min 52 s 8    | -                 | -            |
| Saut en longueur  | Ali Brakchi         | 7,75 m          | Odette Delcellier | 5,83 m       |
| Triple saut       | Eric Battista       | 15,69 m         | -                 | -            |
| Saut en hauteur   | Raymond Dugarreau   | 2,05 m          | Monique Bantégny  | 1,61 m       |
| Saut à la perche  | Maurice Houvion     | 4,57 m          | -                 | -            |
| Lancer du poids   | Jean-Claude Ernwein | 16,70 m         | Bernadette Burger | 13,69 m      |
| Lancer du disque  | Pierre Alard        | 49,46 m         | Marthe Bretelle   | 43,71 m      |
| Lancer du marteau | Guy Husson          | 60,41 m         | -                 | -            |
| Lancer du javelot | Léon Syrovatski     | 76,13 m         | Michèle Demys     | 43,89 m      |
| Décathlon         | René-Jean Monneret  | 6 382 pts       | -                 | -            |
| Pentathlon        | -                   | -               | Jeanine Allaire   | 4 135 pts    |